# The Reef 2: High Tide
The Reef: High Tide é um filme estadunidense de 2012, dirigido por Mark A. Z. Dippé, sequência de Shark Bait, distribuído pela PlayArte Pictures e lançado em 2 de novembro de 2012.